# Возмездие (фильм, 2010)
«Возме́здие» (англ. Edge of Darkness) — художественный фильм в жанре детективного триллера, снятый по мотивам одноимённого телесериала 1985 года производства «BBC». Главные роли в фильме исполняют Мел Гибсон и Рэй Уинстон, а режиссёром и продюсером фильма являются Мартин Кэмпбелл и Майкл Уиринг соответственно (они же были режиссёром и продюсером телесериала). В фильме рассказывается о следователе (Гибсон), который расследует убийство своей дочери — молодого учёного, втянутого в разработку ядерного оружия, попутно раскрывая политический заговор.

## Сюжет
Томас Крейвен — полицейский детектив, чья дочь была застрелена у него на глазах. Едва начав расследование, герой обнаруживает, что смерть её не была случайной, и следы приводят к коррумпированным системам власти. Дочь Крейвена обнаружила, что ведомство, в котором работала, производит и подделывает ядерное оружие других стран, и в случае ядерной атаки США «подставили» бы ту или иную страну. Она не могла с этим смириться и потому попыталась сперва законно воспрепятствовать этому, а потом уже любыми доступными методами, за что её отравили и затем убили. Разгневанный отец всё узнаёт по цепочке и убивает в конце киллера дочери (узнав его голос) и начальника ведомства, который всем этим руководил. В конце концов отец сам становится жертвой радиоактивного отравления преступниками. В последней сцене отец и дочь вместе идут из больницы, что указывает на то, что отец не выжил после отравления и огнестрельного ранения.

## В ролях
- Мел Гибсон[1] — Томас Крэйвен
- Рэй Уинстон[2] — Дариус Джедбур
- Дэнни Хьюстон — Джек Беннетт
- Бояна Новакович[3] — Эмма Крэйвен
- Шон Робертс[3] — Дэвид Бернем
- Гбенга Акиннагбе[4] — детектив Дарси Джонс
- Дэвид Аарон Бэйкер[англ.] — Мюррей
- Джей О. Сэндерс — Билл Уайтхаус
- Денис О’Хэр — 	Мур
- Катерина Скорсоне — Мелисса
- Дамиан Янг — сенатор Джим Пайн
- Фрэнк Грилло — первый агент
- Питер Эпштейн — второй агент
- Молли Шрайбер — репортёр
- Рик Эйвери — мистер Робинсон

## Создание фильма
В 2002 году Мартин Кэмбелл объявил о том, что он планирует снять полнометражный фильм по мотивам сериала «Край тьмы». Создание фильма перешло в активную стадию в 2007 году, когда Кэмпбелл встретился с продюсером Грэмом Кингом, который сначала пригласил написать сценарий австралийского сценариста Эндрю Бовелла, а потом и Уильяма Монахана, незадолго до того получившего «Оскар» за сценарий к «Отступникам». В качестве сопродюсеров фильма также выступают Майкл Уиринг и «BBC». Съёмки фильма начались в Бостоне 18 августа 2008 года.
Кроме того, Гибсон и его команда основали небольшую студию для съёмок в западной части Массачусетса. Как сообщается, она находится в Нортгемптоне. Они снимали различные окрестности в Долине Первооткрывателей, включая находящийся в Нортгемптоне паб «Тулли О’Рейли» и нортгемптонский спортивный клуб. Также сообщалось, что горная резервация «Шугарлоуф» была закрыта на те несколько дней, на которые она была арендована.
Первоначально роль агента спецслужб, который должен «замести» следы убийства дочери главного героя, предполагалось отдать Роберту Де Ниро, однако он от этой роли отказался. Впоследствии эта роль была отдана Рэю Уинстону.
В заключительных титрах указано, что фильм посвящён памяти Троя Кеннеди-Мартина, сценариста телесериала 1985 года, скончавшегося в период работы над фильмом в сентябре 2009 года.